# Gauguin (2017)
Gauguin (Originaltitel: Gauguin – Voyage de Tahiti) ist eine französische Filmbiografie von Édouard Deluc über den Maler Paul Gauguin. Gauguin wird von Vincent Cassel verkörpert.

## Handlung
1891 hat sich Paul Gauguin in sein selbstgewähltes Exil zurückgezogen. Hier in Französisch-Polynesien findet er, nach seiner Scheidung von seiner Frau Mette, die junge Eingeborene Tehura kennen und lieben. Sie wird Modell seiner bekanntesten Gemälde. Fernab jeglicher Zivilisation entwickelt er einen neuen Malstil. Doch auch hier beginnt das selbstgewählte Paradies zu bröckeln. Tehura betrügt Gauguin mit dem jungen Jotépha, die immer unglücklicher zwischen Geisterglaube und Kirchengängen wird. So wird sein Paradies ähnlich wie seine Heimat Paris. Gauguin arbeitet am Hafen und verdient so sein ärmliches Leben. Gezeichnet von Krankheit und Armut, muss er einsehen, dass dieses Paradies nicht das ist, was er gedacht hat und es immer mehr dem Paris aus der Heimat gleicht.
Im Nachtrag steht: Vereinsamt und verarmt stirbt er 1903.

## Hintergrund
Der Film basiert lose auf Gauguins Buch „Noa Noa“, das einen Teil seines Lebens beschreibt.

## Kritiken
„Hinreißend, intensiv und authentisch“, schreibt der Focus.
„Edouard Delucs Biotop ist der intelligenteste Künsterfilm der Saison“, so die Frankfurter Rundschau.